# Белкольська селищна адміністрація
Белко́льська селищна адміністрація (каз. Белкөл кенттік әкімдігі, рос. Белкольская поселковая администрация) — адміністративна одиниця у складі Кизилординської міської адміністрації Кизилординської області Казахстану. Адміністративний центр та єдиний населений пункт — селище Белколь.
Населення — 4894 особи (2021; 3058 у 2009, 3053 у 1999, 1329 у 1989).
Станом на 1989 рік існувала Белкульська селищна рада (смт Белкуль), селище Берказань перебувало у складі Джамбульської сільради Сирдар'їнського району.

## Склад
До складу адміністрації входять такі населені пункти:
| Населений пункт | Колишні назви | Населення, осіб (1989) | Населення, осіб (1999) | Населення, осіб (2009) | Населення, осіб (2021) |
| --------------- | ------------- | ---------------------- | ---------------------- | ---------------------- | ---------------------- |
| Белколь, селище | Белкуль       | 979                    | 2717                   | 2843                   | 4655                   |
| Бірказан, село  | Берказань     | 350                    | 336                    | 215                    | 239                    |